# Литораль (футбольный клуб, Ла-Пас)
«Литора́ль» (Ла-Пас) (исп. Club Deportivo Litoral (La Paz); Litoral de La Paz) — боливийский футбольный клуб из фактической столицы страны Ла-Паса. За период с 1958 по 1992 год в общей сложности провёл 14 сезонов в высшем дивизионе чемпионата Боливии. В 1948 году, когда в Боливии ещё не было единого первенства, на правах чемпиона Лиги Ла-Паса принял участие в Клубном чемпионате Южной Америки в Сантьяго, который является официальным предшественником Кубка Либертадорес.
«Литораль» (Ла-Пас) был одним из базовых клубов сборной Боливии на чемпионате мира 1950 года.
В настоящий момент выступает на любительском уровне в чемпионате Ла-Паса.

## История
Клуб «Литораль» был основан 23 марта 1932 года группой рабочих фабрики «Солиньо». Однако активной спортивной деятельности помешала Чакская война. В 1936 году игроки команды вновь собрались, чтобы сыграть серию товарищеских матчей, они выступали под названием «Депортиво Сабойя». Позже клуб изменил название на «Калама» (Club Deportivo Calama), но в 1938 году вернулся к названию «Литораль» (полная форма — Club Deportivo y Cultural Litoral — «Спортивный и культурный клуб „Литораль“»). Название клуба переводится как «Побережье», и дано оно в честь военнопленных, захваченных чилийской стороной в 1879 году во время Второй тихоокеанской войны.
Помимо основной команды в Ла-Пасе, были организованы также команды в Кочабамбе (см. отдельную статью), Оруро и Сукре.
В то время, когда в Боливии ещё не было единого чемпионата, центром футбола в стране была Лига Ла-Паса. «Литораль» выиграл три последних любительских чемпионата Ла-Паса в 1947, 1948 и 1949 годах. В 1948 году КОНМЕБОЛ организовала в столице Чили Сантьяго первый в истории клубный чемпионат Южной Америки. Боливию на этом турнире на правах чемпиона Лиги Ла-Паса 1947 года представил «Литораль». Боливийцы набрали на турнире два очка благодаря победе над представителем Эквадора (чемпион Лиги Гуаякиля) «Эмелеком» (3:1). Три мяча в ворота «Эмелека» отправил Роберто Капарелли. Он также забивал в проигранных матчах «Коло-Коло», «Ривер Плейту» и перуанскому «Депортиво Мунисипалю» и в итоге с шестью мячами поделил звание лучшего бомбардира турнира с уругвайцем Атилио Гарсией. В общей таблице «Литораль» занял шестое место, опередив «Эмелек».
| 14 февраля 1948 | \| Васко да Гама \| 2:1 \| Литораль (Ла-Пас) \| \| Леле '8, '68 \| Голы \| Эулохио Сандоваль '69 \| | Стадион: Насьональ, Сантьяго Судья: Карлос Льессон |
| Васко да Гама   | 2:1                                                                                                 | Литораль (Ла-Пас)                                  |
| Леле '8, '68    | Голы                                                                                                | Эулохио Сандоваль '69                              |

| 21 февраля 1948                                                | \| Коло-Коло \| 4:2 \| Литораль (Ла-Пас) \| \| Марио Кастро '2 Росамель Миранда '28, '44 Хильберто Муньос '66 \| Голы \| Эулохио Сандоваль '11 Роберто Капарелли '86 \| | Стадион: Насьональ, Сантьяго Судья: Карлос Паредес |
| Коло-Коло                                                      | 4:2 | Литораль (Ла-Пас)                                  |
| Марио Кастро '2 Росамель Миранда '28, '44 Хильберто Муньос '66 | Голы | Эулохио Сандоваль '11 Роберто Капарелли '86        |

| 25 февраля 1948                                         | \| Насьональ \| 3:1 \| Литораль (Ла-Пас) \| \| Вальтер Гомес '28 Шуберт Гамбетта '41 Атилио Гарсия '53 \| Голы \| Бениньо Гутьеррес '76 \| | Стадион: Насьональ, Сантьяго Судья: Карлос Льессон |
| Насьональ                                               | 3:1 | Литораль (Ла-Пас)                                  |
| Вальтер Гомес '28 Шуберт Гамбетта '41 Атилио Гарсия '53 | Голы | Бениньо Гутьеррес '76                              |

| 3 марта 1948                    | \| Литораль (Ла-Пас) \| 3:1 \| Эмелек \| \| Роберто Капарелли '24, '62, '76 \| Голы \| Марино Альсивар '43 \| | Стадион: Насьональ, Сантьяго Судья: Карлос Льессон |
| Литораль (Ла-Пас)               | 3:1 | Эмелек                                             |
| Роберто Капарелли '24, '62, '76 | Голы | Марино Альсивар '43                                |

| 9 марта 1948                                                                 | \| Ривер Плейт \| 5:1 \| Литораль (Ла-Пас) \| \| Альфредо Ди Стефано '12, '21, '84 Хосе Мануэль Морено '37 Феликс Лоустау '56 \| Голы \| Роберто Капарелли '68 \| | Стадион: Насьональ, Сантьяго Судья: Карлос Льессон |
| Ривер Плейт                                                                  | 5:1 | Литораль (Ла-Пас)                                  |
| Альфредо Ди Стефано '12, '21, '84 Хосе Мануэль Морено '37 Феликс Лоустау '56 | Голы | Роберто Капарелли '68                              |

| 17 марта 1948                                                 | \| Депортиво Мунисипаль \| 3:1 \| Литораль (Ла-Пас) \| \| Теобальдо Гусман '33 Хильберто Торрес '55 Валериано Лопес '81 \| Голы \| Роберто Капарелли '60 \| | Стадион: Насьональ, Сантьяго Судья: Ихиньо Мадрид |
| Депортиво Мунисипаль                                          | 3:1 | Литораль (Ла-Пас)                                 |
| Теобальдо Гусман '33 Хильберто Торрес '55 Валериано Лопес '81 | Голы | Роберто Капарелли '60                             |

В 1950 году в первом профессиональном сезоне в Лиге Ла-Паса «Литораль» занял второе место вслед за «Боливаром». В 1954 году «Литораль» выиграл Лигу Ла-Паса, в которой, к тому же, участвовали команды из других городов, и де-факто стал чемпионом Боливии. Однако официально первым национальным чемпионатом в Боливии стал Национальный турнир 1958 года. В нём «Литораль» выступил неудачно — на 11 месте из 12 участников, удержавшись на грани вылета. В 1959 году ситуация повторилась, но на этот раз «Литораль» принял решение сняться с турнира, и команда отсутствовала на национальном уровне до 1972 года.
В 1972 году «Литораль» выиграл Лигу Ла-Паса, благодаря чему квалифицировался в Кубок Симона Боливара, до 1976 года игравшего роль чемпионата Боливии. Но на национальном уровне занял последнее место в предварительной группе и не смог попасть в финальную пульку.
В 1986 году «Литораль» (Ла-Пас) вернулся в Профессиональную лигу Боливии. Команда сумела добраться до полуфинала первой стадии чемпионата и уступила место в финале только из-за того, что противостоявший её «Блуминг» имел преимущество как победитель своей группы. Во второй стадии «Литораль» и вовсе выиграл свою группу, но на втором групповом этапе занял третье место и не сумел выйти в полуфинал. В 1987 году «Литораль» уступил в полуфинале чемпионата «Дестройерсу» (0:1; 1:1). Следующие сезоны сложились для «Литораля» менее удачно, и по итогам 1990 года команда покинула элиту. В 1992 году «Литораль» в последний раз выступил в боливийской Примере.
С 1993 года выступает только в региональных лигах Ла-Паса.

## Достижения
- Чемпион профессиональной Лиги Ла-Паса (1): 1954
- Вице-чемпион профессиональной Лиги Ла-Паса (1): 1950
- Чемпион Лиги Ла-Паса (7): 1947, 1948, 1949, 1972, 1983, 1991, 2001

## Международные турниры
- Участник Клубного чемпионата Южной Америки 1948